# Creagrura nigripes
Creagrura nigripes är en stekelart som beskrevs av Henry Keith Townes, Jr. 1971. Creagrura nigripes ingår i släktet Creagrura och familjen brokparasitsteklar. Inga underarter finns listade i Catalogue of Life.